# Paul Watson
Paul Franklin Watson (Toronto, 2 december 1950) is een Canadees milieu- en dierenrechtenactivist. Hij is de oprichter en voorzitter van de Sea Shepherd Conservation Society, een actiegroep gericht op de behoud van het zeeleven en het ecosysteem daaromheen.

## Biografie
Watson werd geboren als kind van Anthony Joseph Watson en Annamarie Larsen. Hij groeide op in St. Andrews, een plaats in de provincie New Brunswick.
In 1968 ging Watson werken bij de Canadese kustwacht, waar hij op weerschepen, reddingsboten en boeimarkeringsschepen werkte. In 1969 solliciteerde hij bij de Noorse ambassade in Vancouver. Watson diende als matroos op de Bris, een 35.000 ton metend vrachtschip.
Watson is vrijgezel en heeft één kind uit zijn eerste huwelijk, met Starlet Lum. Watsons tweede vrouw was het ex-Playboymodel Lisa DiStefano, die operationeel directeur van de Sea Shepherds was ten tijde van de actie in Friday Harbor. Zijn derde vrouw was Allison Lance, een dierenactiviste en vrijwillig bemanningslid bij Sea Shepherd.

## Activisme-verleden

### Greenpeace
In oktober 1969 voegde Watson zich bij een protestactie van de Sierra Club tegen het uitvoeren van kernproeven bij Amchitka. Hieruit ontstond een actiegroep, de Don't Make a Wave Committee, die later Greenpeace zou worden. Watson voer op diverse boten in verschillende functies. Tot aan 1975 voer hij bij Greenpeace. Hierna diende hij twee jaar in de raad van bestuur van de actiegroep. In 1977 werd Watson uit de raad van bestuur gezet, met 11 stemmen voor en alleen zijn eigen stem tegen. Volgens Greenpeace waren de verschillen in opvattingen over de wijze van actievoeren te groot. Greenpeace zou geweldloos willen actievoeren, terwijl Watson agressiever te werk wilde gaan.

### Sea Shepherd
Watson richtte na zijn vertrek bij Greenpeace in 1977 de Sea Shepherd Conservation Society op. Het eerste schip, de Sea Shepherd werd met hulp van het Fund for Animals in december 1978 aangekocht. Binnen afzienbare tijd stond de Sea Shepherd bekend om het veelvuldig gebruik van directe actie als actiemiddel. Tot de actiemiddelen behoorden het gooien en afschieten van voorwerpen en het gebruik van zogenoemde "schroefblokkers", een dik touw waarmee de schroef van een schip uit de walvisvloot wordt geblokkeerd. Watson was anno 2010 nog steeds voorzitter van de Society. Hij noemt zichzelf de "kapitein" van de organisatie, hoewel hij nooit de bevoegdheid van scheepskapitein heeft verworven.

Op 8 januari 2013 maakte Sea Shepherd bekend dat Paul Watson per direct zijn functies als directeur en kapitein van de Steve Irwin had opgegeven, nadat in december 2012 een Amerikaans federaal hof Sea Shepherd verbood zich binnen 450 meter van Japanse walvisvaarders te bevinden. Sea Shepherd negeerde dat bevel, maar voor Watson leverde dat het gevaar op dat hij gearresteerd zou worden. Watson heeft een Amerikaans paspoort en kan daardoor bij weigering aangepakt worden wegens minachting van het hof. Op 21 juli 2024 werd hij in Groenland gearresteerd door de Deense autoriteiten vanwege de rode waarschuwing die Japan in 2012 tegen hem had afgegeven. Zijn arrestatie werd aangekondigd door Sea Shepherd. De organisatie bekritiseert dit besluit en stelt dat "na jaren online te hebben gestaan, het bericht onlangs van de website van Interpol was verdwenen, waardoor Paul Watson en zijn advocaten dachten dat hij zich nu vrij kon bewegen".

## Incidenten

### Beschoten
Tijdens de actie in 2008 tegen de Japanse walvisvloot werd Watson beschoten. Volgens zijn eigen zeggen werd er geschoten door iemand van de walvisvloot, die mogelijk van de Japanse kustwacht zou zijn. Het incident is een van de pijlers in het eerste seizoen van de serie Whale Wars. Hierin is te zien dat Watson een metalen voorwerp uit zijn kogelwerend vest peutert.

Het Japanse Institute of Cetacean Research deed Watsons beschuldiging af als een leugen. Volgens het ICR had de kustwacht alleen zogeheten flashbangs gebruikt, die een harde knal en een fel licht produceren, om zo zonder schade verwarring te zaaien.

### Aanvaring
Op 6 februari 2009 maakte Watson bekend dat het MS Steve Irwin in aanvaring was gekomen met het Japanse harpoenschip Yushin Maru 3. Volgens Watson probeerde de Steve Irwin te verhinderen dat de afgeschoten walvis aan het verwerkingsschip Nisshin Maru zou worden overgedragen. Watson beweert dat de Yushin Maru 3 tijdens de blokkade plotseling voor de boeg van de Steve Irwin opdook. Watson kon niet meer naar stuurboord wegsturen, waardoor een aanvaring met de Yushin Maru 3 onontkoombaar was.

De Japanse walvisvloot veroordeelde de aanvaring scherp en zei dat het vooraf altijd al de bedoeling geweest zou zijn om te botsen met de Yushin Maru 3. In de serie Whale Wars is deze actie te zien.
De baas van het Japanse bedrijf dat de walvisjacht exploiteert, deed via de media een oproep aan de Australische regering om te voorkomen dat de Sea Shepherds het in zijn ogen geschonden VN-Zeerechtverdrag nog een keer schenden. Hij drong aan op een gerechtelijk onderzoek.
Toen de Steve Irwin terugkeerde naar de haven van Hobart nam de federale politie al het beeldmateriaal in beslag. Watson en de eerste stuurman werden als verdachten aangemerkt. Inmiddels is Watson door Interpol op de lijst van gezochte mensen, de zogenaamde blauwe lijst, gezet.

## Trivia
- Er zijn twee films gemaakt met Watson in de hoofdrol. De twee biografische films zijn Pirate for the Sea (2008) en Eco-Pirate: The Story of Paul Watson (2011).[5] Daarnaast werkte Watson ook mee aan Sharkwater (2006) en The Cove (2009).